# Earthshaker Fest

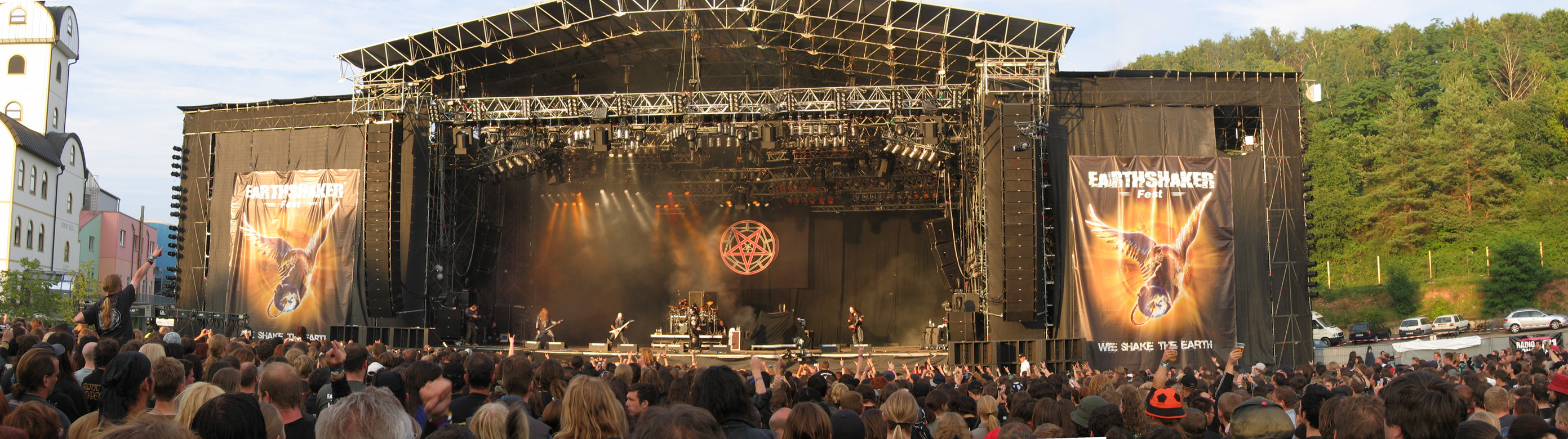
Esibizione dei Dimmu Borgir nell'edizione del 2005

Earthshaker Fest (ESF) è un festival di musica heavy metal che si è svolto in Germania annualmente nel periodo dell'estate dal 2003 al 2007.
Sul palco dell'edizione 2007 del ESF, svoltasi dal 19 al 21 luglio a Kreuth, Baviera, gli headliner sono stati i Motörhead, mentre tra le altre band, da ricordare Cradle of Filth, Testament, Kreator, Sepultura, Gamma Ray e U.D.O..

## Edizioni

### 1ª Edizione, 25-26 luglio 2003, Hirschaid
Testament, Doro, Pretty Maids, Annihilator, Justice, Powergod, Evidence One, Freedom Call, End Of Green, Stryker, Cronos Titan, Hatred, Born Wild, Desperate Cry, Detox, N.O.T, DJ Andre.

### 2ª Edizione, 23-24 luglio 2004, Geiselwind
Fear Factory, In Flames, Sodom, Primal Fear, Destruction, Helloween, U.D.O., Leaves' Eyes, Mnemic, Disbelief, Rose Tattoo, Mantas, 16 Hell Ventiler, The Traceelords, Dew-Scented, Psychopunch, Justice, Dream Evil.

### 3ª Edizione, 21-23 luglio 2005, Geiselwind
Manowar, Die Apokalyptischen Reiter, Children of Bodom, Nightwish, Dimmu Borgir, Rhapsody, J.B.O., Grave Digger, Overkill, Hypocrisy, Masterplan, Primal Fear, Loudness, Finntroll, Dragonlord, Stormwarrior, Evidence One, Destruction, Disbelief, Cage, Graveworm, Justice, After Forever, Exilia, Bludgeon, Machine Men, Turisas, HolyHell, Powergod, Abandoned, Force Of Evil.

### 4ª Edizione, 20-22 luglio 2006, Kreuth
Hammerfall, Venom, Saxon, Edguy, Testament, Lordi, Opeth, Satyricon, Sodom, Jon Oliva's Pain, Nevermore, Soilwork, Arch Enemy, Rage, Deathstars, Kataklysm, Caliban, Ektomorf, Wintersun, Brainstorm, Knorkator, Communic, One Man Army and the Undead Quartet, Die Apokalyptischen Reiter, Ensiferum, Evergrey, Scar Symmetry, Threat Signal, Equilibrium, Justice.

### 5ª Edizione, 19-21 luglio 2007, Kreuth
Motörhead, Within Temptation, Cradle of Filth, Testament, Kreator, Sepultura, J.B.O., Gamma Ray, U.D.O., Unleashed, Korpiklaani, Legion of the Damned, God Dethroned, Freedom Call, Norther, Dew-Scented, Keep of Kalessin, Hatesphere, Graveworm, Threshold, Mystic Prophecy, Eluveitie, Melechesh, Beatallica.